# Xã Thornton, Quận Buffalo, Nebraska
Xã Thornton (tiếng Anh: Thornton Township) là một xã thuộc quận Buffalo, tiểu bang Nebraska, Hoa Kỳ. Năm 2010, dân số của xã này là 166 người.